# Kaitasaaret (ö i Päijänne-Tavastland)
Kaitasaaret är en ö i Finland. Den ligger i sjön Asikkalanselkä och i kommunen Asikkala i den ekonomiska regionen  Lahtis ekonomiska region  och landskapet Päijänne-Tavastland, i den södra delen av landet, 120 km norr om huvudstaden Helsingfors. Öns area är 2,4 hektar och dess största längd är 500 meter i sydväst-nordöstlig riktning.  Notera att namnet antyder att det är fråga om flera öar.